# Anatoli Solovianenko
Anatoli Solovianenko est un chanteur d’opéra (ténor). Artiste du peuple de l'URSS (1975). Héros d'Ukraine (2008) et légende nationale d'Ukraine.